# Buddleja indica
Buddleja indica är en flenörtsväxtart som beskrevs av Jean-Baptiste de Lamarck. Buddleja indica ingår i släktet buddlejor, och familjen flenörtsväxter. Inga underarter finns listade i Catalogue of Life.